# Zack Martin
Zack Martin és un personatge fictici de les sèries de Disney Channel The Suite Live of Zack and Cody i The Suite Live on Deck interpretat per Dylan Sprouse.
Viu grans aventures amb el seu germà bessó Cody Martin, que interpreta Cole Sprouse.
En Zack és molt golafre i trapella i sempre fastigueja en Cody, tot i que a vegades s'ajuden mútuament.